# The Beautiful Struggle
Albums de Talib Kweli
Quality
(2002) Right About Now: The Official Sucka Free Mix CD
(2005)
Singles
1. I Try
Sortie : 28 septembre 2004
2. Around My Way
Sortie : 2004
3. Never Been in Love
Sortie : 2005

The Beautiful Struggle est le deuxième album studio de Talib Kweli, sorti le 28 septembre 2004.
L'album s'est classé 3e au Top R&B/Hip-Hop Albums et 14e au Billboard 200.

## Liste des titres
| No  | Titre | Contient un (des) sample(s) de                                                                       | Durée |
| --- | --- | --- | ----- |
| 1.  | Going Hard (featuring Res – Produit par Charlemagne) | The Pinnacle de Kansas                                                                               | 3:50  |
| 2.  | Back Up Offa Me (featuring Alex Thomas, Dion et Krondon – Produit par Hi-Tek)                                                                           | | 3:37  |
| 3.  | Broken Glass (featuring Faith Evans – Produit par The Neptunes)                                                                                         | The Message de Grandmaster Flash and The Furious Five featuring Grandmaster Melle Mel et Duke Bootee | 3:10  |
| 4.  | We Know (featuring Faith Evans – Produit par Dave West)                                                                                                 | Sweet Lovin' Woman de Dobie Gray                                                                     | 3:42  |
| 5.  | A Game (Produit par Antwan « Amadeus » Thompson) | | 3:35  |
| 6.  | I Try (featuring Mary J. Blige – Produit par Kanye West)                                                                                                | | 4:25  |
| 7.  | Around My Way (featuring John Legend – Produit par Charlemagne)                                                                                         | Every Little Thing She Does Is Magic de The Police                                                   | 4:47  |
| 8.  | We Got the Beat (featuring Res – Produit par Midi Mafia)                                                                                                | Planet Rock d'Afrika Bambaataa et Soulsonic Force                                                    | 3:19  |
| 9.  | Work It Out (featuring Tiffany Mynon – Produit par Hi-Tek et J.R. Rotem)                                                                                | | 4:19  |
| 10. | Ghetto Show (featuring Anthony Hamilton et Common – Produit par Dave West)                                                                              | Wait d'Earth, Wind & Fire Moment of Clarity de Jay-Z                                                 | 4:47  |
| 11. | Black Girl Pain (featuring Elizabeth « Yummy » Bingham, Jamia Simone Nash, Olivia Charnae Nash et Tiffany Mynon – Produit par Midi Mafia et Tone Mason) | Stoned Love des Supremes (1970)                                                                      | 5:03  |
| 12. | Never Been in Love (featuring Dave Young – Produit par Just Blaze)                                                                                      | Because I Love You des Imaginations                                                                  | 5:00  |
| 13. | Beautiful Struggle (Produit par Hi-Tek) | | 4:00  |